# Hierakonpolis
Nechen of Hierakonpolis (Grieks: Ἱεράκων πόλις) was een stad en religieus en politiek centrum van Opper-Egypte aan het einde van de Proto-dynastieke Periode en waarschijnlijk ook tijdens de 1e, 2e en 3e dynastie. Het was het centrum van de valkengod Nechen (of Nekhen) met zijn tempel, de oudste tempel van Egypte. De vroegste nederzetting dateert van Naqada I en late Badaricultuur. Op haar hoogtepunt (3.400 v.Chr) had de plaats tussen de 5.000 en 10.000 inwoners, heel veel voor die tijd.
De ruïnes van de stad werden aan het einde van de 19e eeuw onderzocht door de Engelse archeologen James E. Quibell en Frederick W. Green. In de koninklijke afdeling van de tempel van Nechen vonden zij belangrijke ceremoniële voorwerpen zoals het Palet van Narmer en de beroemde knotskop van farao Schorpioen II.
Meer recent hebben de onderzoekingen op het terrein de aandacht getrokken van archeologen, egyptologen, geologen en andere onderzoekers uit meerdere landen. Deze onderzoekingen werden vanaf 1967 gecoördineerd door Walter Fairservis. Na 1969 deed hij dat samen met Michael Hoffman tot 1996. Vanaf die tijd staan de opgravingen onder de leiding van Barbara G. Adams van de Universiteit van Londen en Renée Friedman van de Universiteit van Californië. 
Enkele belangrijke ontdekkingen:
- "Het fort": een massief leemstenen bouwwerk gemaakt door koning Chasechemoey van de tweede dynastie
- Het oudst bewaarde huis van een pottenbakker uit 3600 v.Chr.; de pottenbakker heeft zijn eigen huis in brand gestoken.
- De eerste industriële brouwerij uit 3600 v.Chr. Deze kon de dagelijkse hoeveelheid bier voor ongeveer 200 mensen produceren.
- Experimenten met mummificeren en de waarschijnlijk eerste mummies
- De oudste geprepareerde baard
- De eerste maskers
- De eerste tombe gemaakt in een rotswand vanaf 3100 v.Chr.
- Het eerste koninklijk paleis van 2900 v.Chr.